# Jogosulatlan címhasználat
A jogosulatlan címhasználat (más néven jogtalan címhasználat) a szabálysértési törvény (2012. évi II. törvény)  által szabályozott egyik szabálysértés.
A törvény XXIV. Fejezetébe tartozik, amelynek címe: Az emberi méltóság, a személyi szabadság és a közrend elleni szabálysértések. 

„Aki mások előtt őt meg nem illető címet használ, illetve kitüntetést vagy egyenruhát jogosulatlanul visel, az szabálysértést követ el, hasonlóan ahhoz, aki közterületen, mások előtt a rendvédelmi szervek vagy a Magyar Honvédség egyenruháját, jelvényét, ezek megtévesztésre alkalmas utánzatát jogosulatlanul viseli, továbbá az e szervekre utaló feliratot, matricát ruháján vagy járművén jogosulatlanul feltünteti.”

A 2012. évi II. törvény 2020. február 15-től hatályos módosítása szerint büntetendő  a szakképzettség, tudományos fokozat, cím vagy rövidítés megtévesztésre alkalmas módon történő jogosulatlan használata is, illetve az ezekkel összetéveszthető szakképzettség, tudományos fokozat, cím vagy rövidítés megtévesztésre alkalmas módon való használata.
A jogosulatlan címhasználat szabálysértés a  csalás  bűncselekményével hozható összefüggésbe. Abban az esetben, amikor a szabálysértési cselekményhez haszonszerzési célzat társul, és ennek révén ennek révén károkozás is történik, az értékhatártól függően bűncselekményt vagy szabálysértést kell megállapítani. Amennyiben a hivatalos jelleg színlelése valamely bűncselekmény tényállási eleme vagy minősítő körülménye, akkor a jogosulatlan címhasználat mint cselekmény az adott bűncselekmény tényállásába  beleolvad.

## Története
Az 1968. évi I. törvény 29. §-a rendelkezett erről a szabálysértésről.